# Élections sénatoriales ivoiriennes de 2023
Les élections sénatoriales ivoiriennes de 2023 ont lieu en Côte d'Ivoire le 16 septembre 2023. Deux tiers des 99 membres du Sénat ivoirien sont ainsi élus au scrutin indirect par un collège électoral composé des élus locaux, tandis que le tiers restant est nommé par le président Alassane Ouattara.
Le parti présidentiel, le Rassemblement des houphouëtistes pour la démocratie et la paix (RHDP), conserve la majorité, un résultat sans surprise du fait de sa victoire aux élections municipales et régionales organisées deux semaines plus tôt.

## Contexte
Les élections sénatoriales de 2018 — les premières organisées sous la Constitution de 2016 — sont largement remportées par le Rassemblement des houphouëtistes pour la démocratie et la paix (RHDP) au pouvoir, qui totalise 50 sièges sur les 66 élus. Les sièges restants reviennent à des candidats indépendants dans un contexte de boycott du scrutin par l'opposition. Les 33 sénateurs restants sont nommés par le président Alassane Ouattara le 3 avril 2019,. Ce dernier est réélu en 2020 à la présidence lors d'un scrutin à nouveau boycotté par l'opposition. La décennie de boycott de l'opposition entamée à partir de la crise politique de 2011 prend finalement fin lors des élections législatives de 2021, organisées dans un contexte d'appels à la réconciliation et d'espoir d'un retour à un climat politique apaisé,.
Le scrutin de 2018 était intervenu sept mois avant les élections municipales et régionales afin que le Sénat soit choisi par les élus locaux déjà en place. Ce sont, par conséquent, leurs successeurs, élus en 2018 dans un contexte de boycott, qui sont initialement censés composer le collège électoral pour les élections sénatoriales de 2023, avant leur renouvellement aux élections municipales et régionales de 2023. Début janvier 2023, le président Alassane Ouattara annonce cependant le report des sénatoriales à la fin de l'année, voire à début 2024, afin que le vote ait lieu sur la base d'un collège électoral renouvelé par des élections locales inclusives. Il est finalement décidé de procéder à un décalage moins important, mais concernant l'ensemble des scrutins, qui convergent au second semestre 2023. Les élections municipales et régionales sont ainsi avancées d'octobre/novembre au 2 septembre, permettant la tenue des élections sénatoriales deux semaines plus tard, le 16 septembre,,.
Du fait de l'inclusion de l'opposition, les élections municipales et régionales de septembre sont largement perçues comme un test électoral pour les différentes formations politiques en vue de l'élection présidentielle de 2025,,. Le RHDP sort vainqueur dans 123 communes sur 201 et 25 régions sur 31, distançant largement le Parti démocratique de Côte d’Ivoire (PDCI) et le Parti des peuples africains – Côte d'Ivoire (PPA-CI), en alliance dans plusieurs communes. Avec 31 communes et sept régions de plus qu'en 2018, le RHDP se voit ainsi assurer de conforter sa majorité au Sénat,,.

## Système électoral
Le Sénat est la chambre haute du parlement bicaméral ivoirien. Il est composé de 99 sénateurs renouvelés intégralement tous les cinq ans. Chacune des 33 régions de Côte d'Ivoire est représentée par trois sénateurs dont deux élus pour cinq ans au scrutin majoritaire binominal à un tour par un collège électoral composé des membres des conseils municipaux, régionaux et de districts, soit 66 sénateurs élus. Le troisième sénateur de chaque région est nommé par le président, pour un total de 99 membres,.
Jusqu'en 2020, les membres de l'Assemblée nationale faisaient partie du collège électoral. La révision constitutionnelle mise en œuvre cette année là a retiré les députés à leur demande, leur participation étant perçue comme instaurant un lien de subordination entre les deux chambres du parlement.

## Résultats

### Scrutin partiel
Plusieurs incidents empêchent la validation des résultats dans une partie de la région de Guémon, dans laquelle les élections régionales sont annulées et reportées à une date ultérieure. Ses deux sièges de Sénateurs ne sont par conséquent pas pourvus en même temps que les 64 autres le 16 septembre. Des élections municipales et régionales partielles sont finalement tenues dans les dix municipalités manquantes du Guémon le 2 décembre 2023,,, permettant la tenue le 23 des élections visant à pourvoir les deux sièges vacants,. Ces derniers sont remportés par la liste du Rassemblement des houphouëtistes pour la démocratie et la paix (RHDP),

### Résultats nationaux
Les résultats ci dessous incluent ceux des élections partielles organisées dans le Guémon le 23 décembre.
|                        |                                                                                    |       |       |       |        |               |  |  |  |  |  |  |  |  |
| Partis                 | Partis                                                                             | Votes | %     | +/-   | Sièges | +/-           |  |  |  |  |  |  |  |  |
|                        | Rassemblement des houphouëtistes pour la démocratie et la paix (RHDP)              | 6 404 | 74,63 | 3,67  | 58     | 8             |  |  |  |  |  |  |  |  |
|                        | Parti démocratique de Côte d'Ivoire-Rassemblement démocratique africain (PDCI-RDA) | 1 061 | 12,36 | N/a   | 6      | 6             |  |  |  |  |  |  |  |  |
|                        | Liste commune PDCI-RDA-PPA-CI                                                      | 202   | 2,35  | N/a   | 0      | en stagnation |  |  |  |  |  |  |  |  |
|                        | Parti des peuples africains – Côte d'Ivoire (PPA-CI)                               | 106   | 1,23  | Nv    | 0      | en stagnation |  |  |  |  |  |  |  |  |
|                        | Front populaire ivoirien (FPI)                                                     | 56    | 0,65  | N/a   | 0      | en stagnation |  |  |  |  |  |  |  |  |
|                        | Indépendants                                                                       | 752   | 8,76  | 12,94 | 2      | 14            |  |  |  |  |  |  |  |  |
|                        | Sénateurs nommés                                                                   |       |       |       | 33     | en stagnation |  |  |  |  |  |  |  |  |
|                        |                                                                                    |       |       |       |        |               |  |  |  |  |  |  |  |  |
| Votes valides          | Votes valides                                                                      | 8 581 | 98,87 |       |        |               |  |  |  |  |  |  |  |  |
| Votes nuls             | Votes nuls                                                                         | 51    | 0,59  |       |        |               |  |  |  |  |  |  |  |  |
| Votes blancs           | Votes blancs                                                                       | 47    | 0,54  |       |        |               |  |  |  |  |  |  |  |  |
| Total                  | Total                                                                              | 8 679 | 100   | –     | 99     | en stagnation |  |  |  |  |  |  |  |  |
| Abstention             | Abstention                                                                         | 856   | 8,98  |       |        |               |  |  |  |  |  |  |  |  |
| Inscrits/participation | Inscrits/participation                                                             | 9 535 | 91,02 |       |        |               |  |  |  |  |  |  |  |  |

## Analyse et conséquences
Comme attendu, le Rassemblement des houphouëtistes pour la démocratie et la paix (RHDP) d'Alassane Ouattara remporte la majorité des sièges de sénateur élus par le collège électoral. Avec 58 sièges, il connait une hausse, tandis que le Parti démocratique de Côte d'Ivoire – Rassemblement démocratique africain (PDCI-RDA) parvient à décrocher six sièges. Ce dernier bénéficie notamment du retrait en sa faveur de plusieurs binômes d'opposition, qui appellent à voter pour ses candidats. Victime de ces retraits, le Parti des peuples africains – Côte d'Ivoire (PPA-CI) échoue quant à lui à faire son entrée au sénat. Les gains du RHDP et du PDCI-RDA se font surtout au détriment des binômes indépendants, qui connaissent un fort recul et ne parviennent à se maintenir que dans la région de Gbôklé,.
Si le RHDP sort vainqueur du scrutin, ce n'est cependant pas le cas du président du Sénat Jeannot Ahoussou-Kouadio. Candidat du RHDP dans la région du Bélier, il est en effet largement battu par le binôme PDCI d'Allah Kouadio Rémi et Yeboué Kouadio. Malgré une majorité de conseillers du RHDP dans la région, Ahoussou-Kouadio subit une défaite inattendue, la deuxième après son échec aux élections régionales deux semaines plus tôt. Le président du Sénat fait en effet face au désaveu des membres de son parti, dont de nombreux conseillers choisissent de s'abstenir ou de voter pour l'opposition,.
Le président de la république nomme le 9 octobre par décret les 33 sénateurs restants. Trois jours plus tard, la nouvelle législature du Sénat organise sa session inaugurale, au cours de laquelle la maire RHDP d'Abobo, Kandia Camara, est élue à l'unanimité à la présidence du Sénat avec 91 voix pour et 6 votes blancs,.